# Slobodna Vlast
Slobodna Vlast är en ort i Kroatien.   Den ligger i länet Baranja, i den östra delen av landet, 180 km öster om huvudstaden Zagreb. Slobodna Vlast ligger 148 meter över havet och antalet invånare är 189.
Terrängen runt Slobodna Vlast är platt åt nordost, men åt sydväst är den kuperad. Runt Slobodna Vlast är det ganska glesbefolkat, med 23 invånare per kvadratkilometer. Närmaste större samhälle är Slavonski Brod, 18,6 km sydväst om Slobodna Vlast. I omgivningarna runt Slobodna Vlast växer i huvudsak lövfällande lövskog.